# Rita Baga
 (mai 2024).
Rita Baga, de son vrai nom Jean-François Guevremont, est une drag queen montréalaise active depuis 2007 et un personnage important de la scène culturelle LGBTQ+ du Québec. Animatrice et figure emblématique du Cabaret Mado, elle fut longtemps surnommée « La reine des dimanches soirs ». Après avoir hérité des soirées du mardi, son surnom changea pour « La reine de Montréal ». La mairesse Valérie Plante lui accordera non officiellement ce titre. 
Elle est également connue pour sa ressemblance avec la chanteuse Adele, qu'elle personnifie régulièrement.

## Biographie
Si son alter ego est né en 2007,, Jean-François, lui, est né en 1987 sur la rive-sud de Montréal à Boucherville.

### Début de carrière
En février 2007, Rita apparait pour la première fois sur la scène du Cabaret Mado à l'occasion de l'anniversaire de son amie, la drag queen Dream. Accompagné de Marla et Célinda, le trio improvisé livre une performance sur un medley tiré du film Sister Act. Mado Lamotte, alors animatrice de la soirée, repère Rita et le trio qu'elle baptise aussitôt "Les 3 stooges".
À cette époque, le personnage de Jean-François était beaucoup plus campy, comique exagéré, et portait le nom de "Rita D'Marde". Le trio est engagé comme animatrices de foules[réf. nécessaire].
Après 3 ans, Rita décide d'orienter son personnage autrement, envisageant ce métier plus sérieusement. Elle décide alors de changer son nom pour "Rita Baga", un surnom donné par une des propriétaires de l'établissement, Madame Simone. Elle met de côté les comédies et parodies de chansons québécoises lors de ses performances et se concentre sur la musique House, dance et électro, tandis que son look se transforme plutôt en exubérante drag queen[réf. nécessaire].

### Bagalicious
En 2010, Rita Baga commence à travailler au Cabaret Mado. En 2013, elle se fait offrir une soirée mensuelle au Complexe SKY. Elle décide de créer la soirée "Just Dance", qui, comme son nom l'indique, se veut une soirée dansante, sans aucune ballade. Après le succès de cette soirée, les gérants de l'établissement lui offre une autre soirée mensuelle[réf. nécessaire].
En 2014, toujours au Complexe Sky et parallèlement à sa résidence au Cabaret Mado, Rita commence à être de plus en plus présente au Bar le Cocktail. Au début de l'hiver, elle anime avec sa collègue Emma Dejavu le grand concours Miss Sky, qui couronne Anastasia comme gagnante,.
À l'été 2014, l'animatrice des dimanches quitte son poste et déménage à Québec. C'est à ce moment que Mado rencontre Rita pour lui offrir de proposer un concept. Durant cet été, elle anime en alternance avec Marla Deer et Barbada la soirée "Summer camp". Sa soirée commença le 7 septembre 2014 : Bagalicious. Depuis cette date, Rita Baga est l'animatrice des soirées dominicales au Cabaret Mado. Elle a changé ensuite la formule de son Bagalicious pour animer un concours mensuel, Mx Fierté[réf. nécessaire].

### MX Fierté Canada
Rita Baga s'est donné le mandat en 2016-2017 d'organiser le plus grand concours de drags au pays à l'occasion du Festival Fierté Montréal 2017, dont elle signe également la programmation officielle. Durant 14 semaines, des drags de partout au pays (Vancouver, Saskatoon, Toronto, Halifax, Ottawa) se rendent à Montréal afin de remporter plus de 5000 $ en prix et le titre de Mx Fierté Canada. Finalement, c'est Barbada qui a su tirer son épingle du jeu et éclipser ses adversaires[réf. nécessaire].
En 2018 le concours est de retour, cette-fois ci sous le nom de "Mx Fierté Montréal Pride 2018".

### Canada's Drag Race
En 2020, Rita Baga et sa collègue québécoise, Kiara, sera l'une des deux drag queens québécoises à l'émission canadienne, Canada's Drag Race. Rita deviendra alors l'une des trois finalistes de la première saison de l'édition canadienne de la série.

### Accomplissements
En 2015, Rita Baga est la première invitée de Mado Lamotte à présenter la prestation de mi-temps lors de son spectacle "Mado's got talent", dans le cadre de Juste pour Rires. Cette même année, elle présente le spectacle de clôture de Fierté Montréal, devant 15 000 personnes.
En 2016, elle est invitée à se produire à Mumbai, en Inde, pour représenter le Canada lors du festival KASHISH Queer Festival. Elle devient également la première drag queen à présenter un spectacle dans le cadre du Zoofest. Son spectacle "Stars: la nuit des sosies" est également présenté comme spectacle de clôture (version de 3h) de la Fête arc-en-ciel de Québec. Cette même année, le Drague Cabaret Club l'engage comme animatrice maison afin de présenter une fois par mois une version hybride Québec-Montréal de sa soirée Bagalicious[réf. nécessaire].
Rita Baga est révélée au grand public grâce au docu-réalité "Ils de jour, Elles de nuit" réalisé par Frédéric Gieling et diffusé sur ICI ARTV en 2016-2017.
En 2017, à la suite du décès de son amie Sheena Hershey qui devait à l'origine le faire, elle enregistre une reprise de la chanson Fashionista pour l'album Out and Proud vol 6. Rita anime aussi le spectacle "Drag Superstars" mettant en vedette 12 drag queens de la populaire émission de télé-réalité américaine Rupaul's Drag Race.
Elle est Drag Queen finaliste à la première saison de Canada's Drag Race et  collaboratrice à l'émission La semaine des 4 Julie de Julie Snyder.
En 2021, elle participe à la télé-réalité Big Brother Célébrités.
En avril 2021, on annonce que Baga sera juge régulière de Qui sait chanter?, l'adaptation québécoise de I Can See Your Voice, présenté sur les ondes de Noovo.
Le 23 juillet 2021, Rita Baga coanime sa première Carte blanche Juste pour rire avec l'humoriste Jean-Thomas Jobin.
En octobre 2022, en collaboration avec le parfumeur québécois Hébert Parfums, Rita a dévoillé deux fragrances non genrées et véganes, Solaire et Lunaire (disponibles au Québec en exclusivité dans les succursales Jean Coutu et Brunet)[réf. nécessaire].
Le 7 août  2022, sort sur la plateforme Crave l'émission La Drag en Moi mettant à l'affiche Rita Baga, Pétula Claque et Sasha Baga. À l'aide de la drag, des gens qui vivent des difficultés sont amenés à se transformer grâce à la coiffure, le style vestimentaire et la confiance en soi.
En novembre 2022, elle sera une des 9 concurrents pour « Canada’s Drag Race : Canada vs. the World »
En 2023, elle anime Drag Race Belgique.
L'artiste était présente lors du Rendez-vous de la drag qui a eu lieu le 28 et 29 octobre 2023. Un premier congrès de la culture drag au Québec dont elle fut l'animatrice principale au côté de Michel Dorion.

### Vie privée
En 2021, Rita Baga annonce qu'elle est en couple avec Yannick Brouillette, qui fait aussi parti de sa vie professionnelle.

## Filmographie
- La Guerre des clans (2013)
- Les Jokers (2015)
- Code F (2017)
- Max L'Affamé (2017)
- Le Sac de Chips (2017)
- Ils de jour/Elles de nuit (2017)
- Billy Jeans (2018)
- Canada's Drag Race (2020)
- La semaine des 4 Julie (2020)
- Big Brother Célébrités (2021)
- En direct de l'univers (2021)
- Qui sait chanter ? (2021- )
- Canada’s Drag Race : Canada vs. the World (2022)
- Drag Race Belgique (2023- )

## Tournée
- Créature (2022-2023)